# Wendell Sailor
Wendell Jermaine Sailor (* 16. Juli 1974 in Sarina, Queensland, Australien) ist ein ehemaliger australischer Rugby-Union- und Rugby-League-Spieler. Er war Nationalspieler Australiens in beiden Varianten.

## Karriere

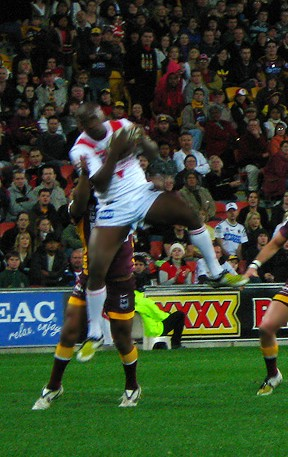
Wendell Sailor im Einsatz für die Dragons

Sailor begann seine Karriere 1993 bei den Brisbane Broncos. Er entwickelte sich zu einem der besten Spieler der Welt und gewann im Jahr 2000 die Weltmeisterschaft mit der Nationalmannschaft Australiens. Bei den Broncos spielte er zusammen mit Lote Tuqiri. Sailor wechselte im November 2001 den Code, Tuqiri zog ein Jahr später nach.
Sailor war zunächst weiterhin für Queensland aktiv, die Reds verpflichteten ihn für das Super-14-Turnier. In seinem ersten Jahr als Union-Spieler gab er auch sein Debüt für die Wallabies, die australische Nationalmannschaft. Er erreichte bei der Weltmeisterschaft 2003 das Finale, konnte jedoch den Titel nicht gewinnen wie es ihm zuvor im Rugby-League-Code gelungen war. Im Jahr 2006 wechselte er von den Reds zu den Waratahs. Kurze Zeit nach seinem Wechsel wurde er positiv auf Kokain getestet und für zwei Jahre gesperrt.
Im Jahr 2008 setzte Sailor seine Karriere fort, er spielte wieder Rugby League. Die St. George Illawarra Dragons hatten ihn verpflichtet. Im November 2009 gab er sein Karriereende bekannt. Er wird in den kommenden Jahren im Marketingbereich der Dragons arbeiten.